# Distrito de Theni
Theni (en Tamil; தேனி மாவட்டம் ) es un distrito de India, en el estado de Tamil Nadu . 
Comprende una superficie de 2 889 km².
El centro administrativo es la ciudad de Theni.

## Demografía
Según censo 2011 contaba con una población total de 1 243 684 habitantes.